# Лупкув
Лупкув (пол. Łupków) — пассажирская и грузовая железнодорожная станция на польско-словацкой границе. Расположена на высоте 600 м в Карпатах в населённом пункте Старый Лупкув (древняя лемковская деревня Лупков, уже несуществующая), в сельской гмине Команьча в Подкарпатском воеводстве Польши. Имеет одну платформу и один путь.
Станция Лупкув была построена в 1872 году, когда эта часть Карпат входила в состав Австро-Венгрии. В те годы составляла важный пункт Первой венгерско-галицкой железной дороги, соединяющей Будапешт и Львов. Теперь используется главным образом в грузовых перевозках. Станция находится вблизи перевала Лупковски-Прьесмик, под перевалом проходит на словацкую сторону границы железнодорожный тоннель длиной 642 м.

## Ссылки

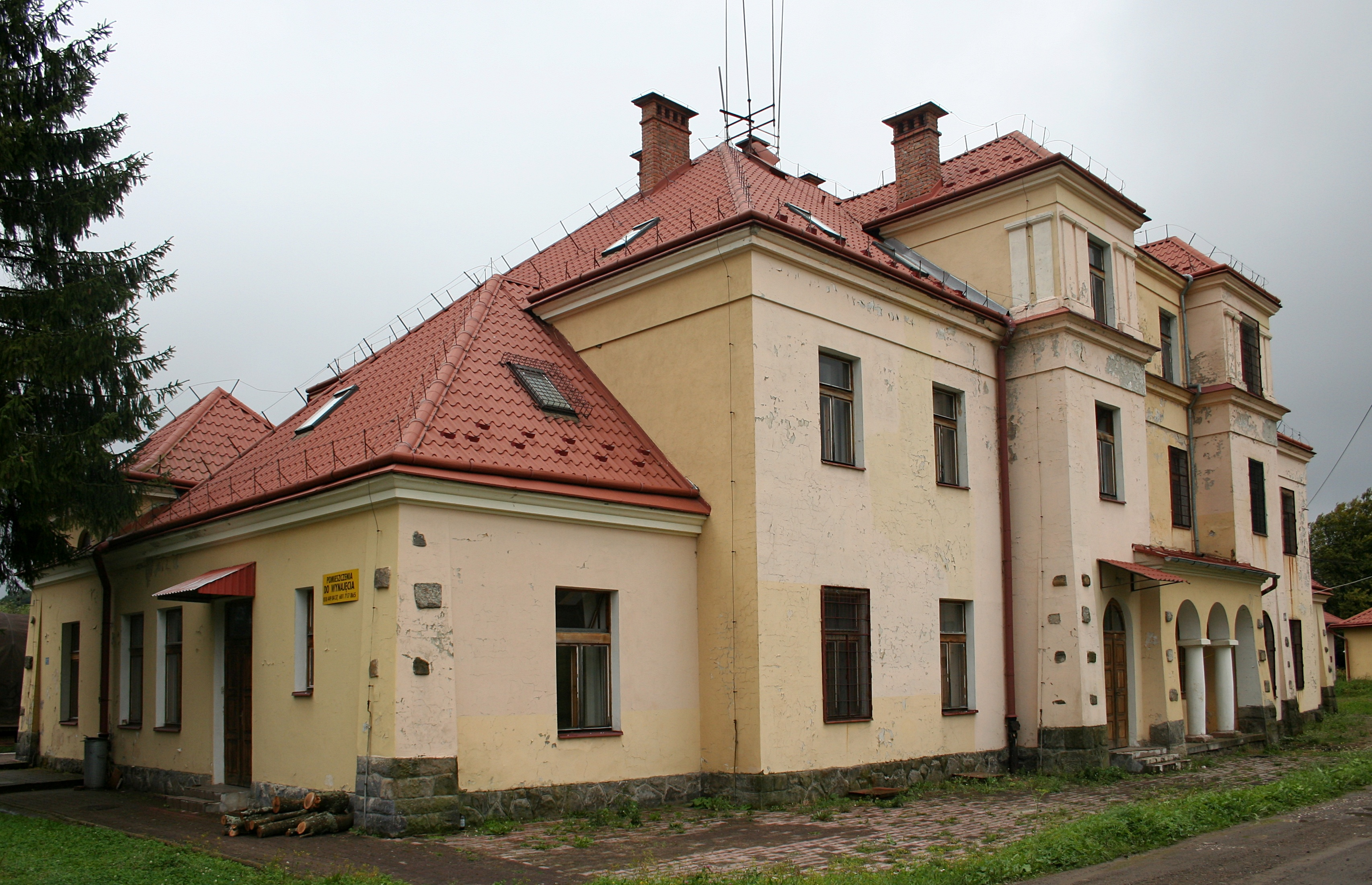
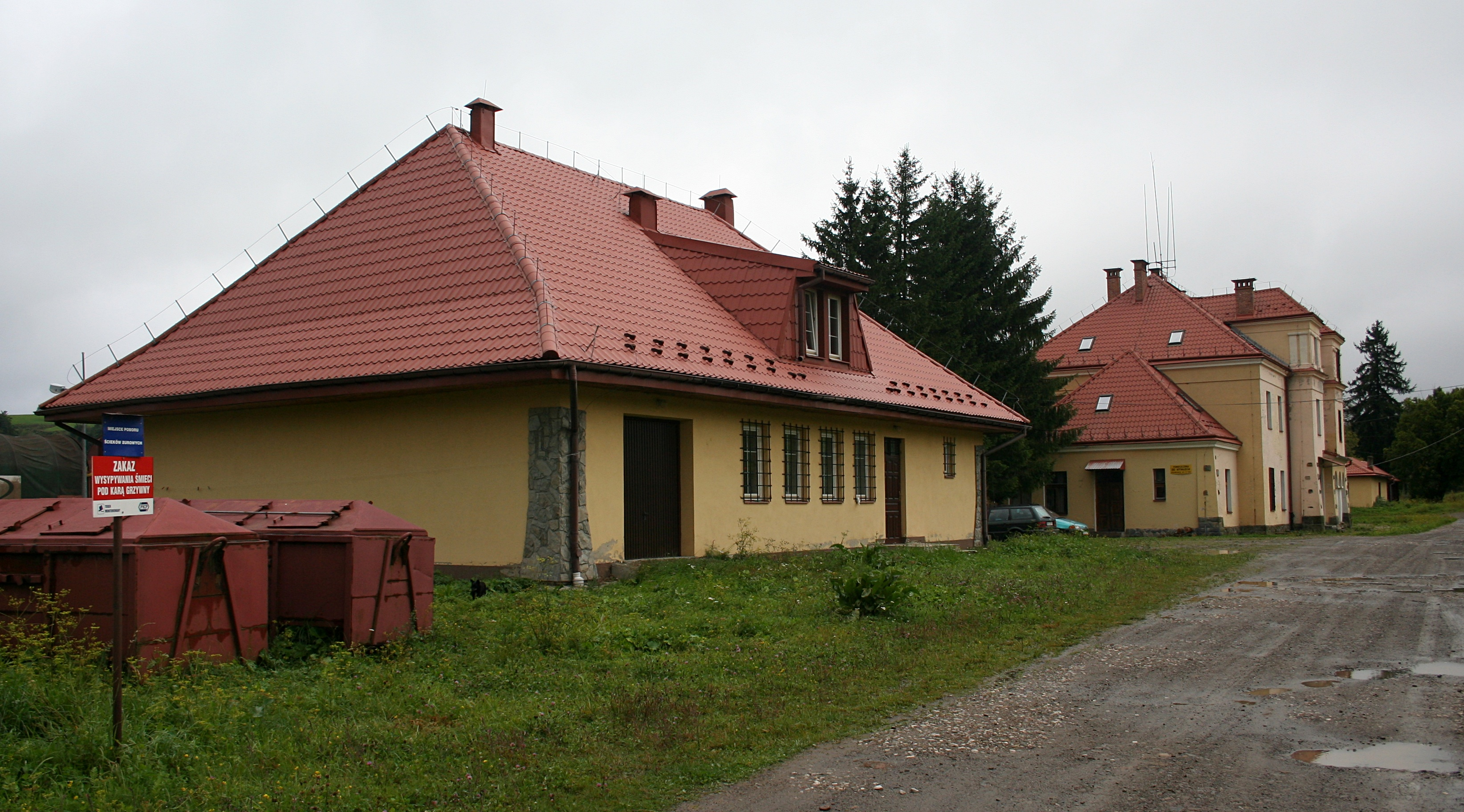
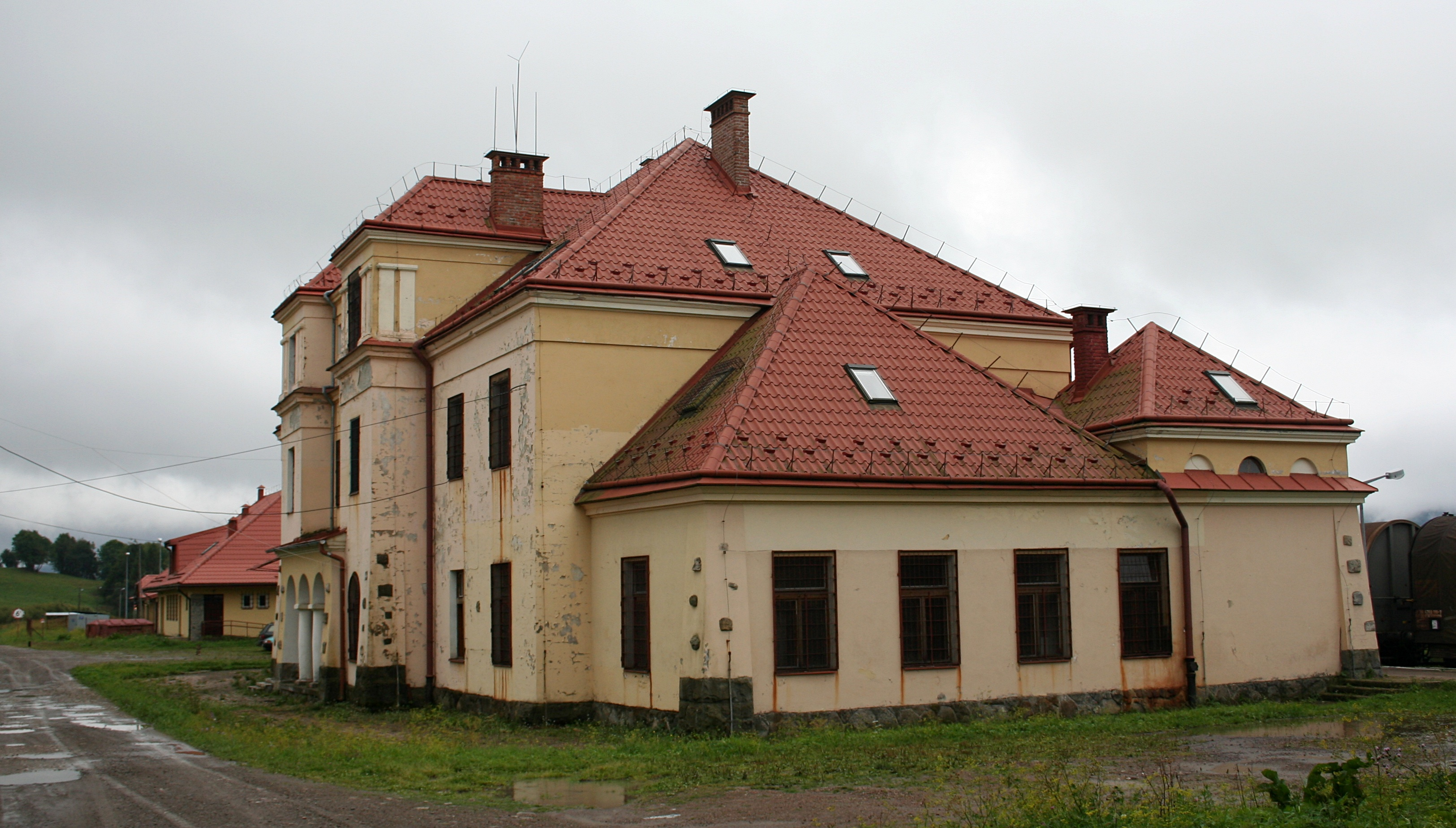
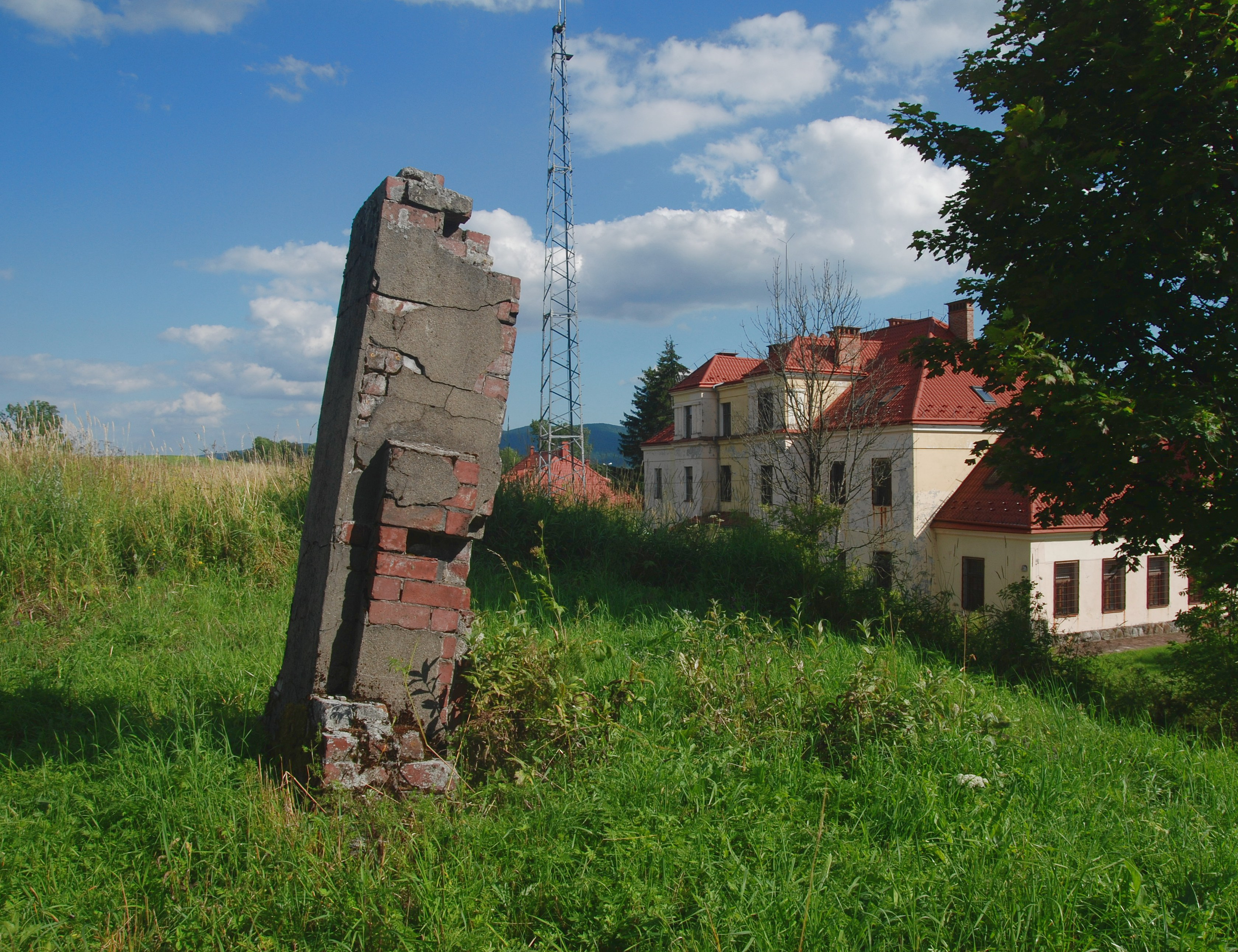
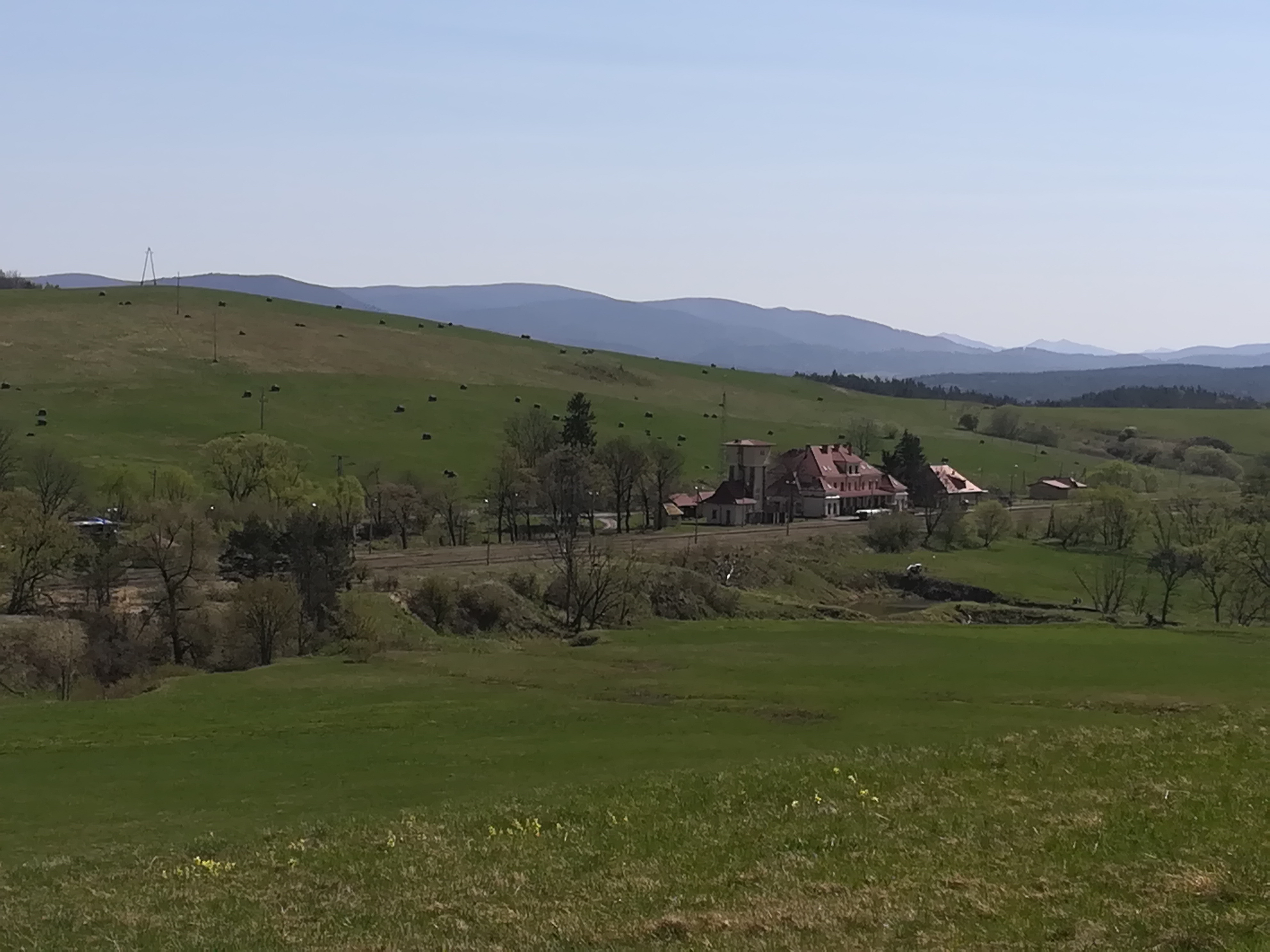
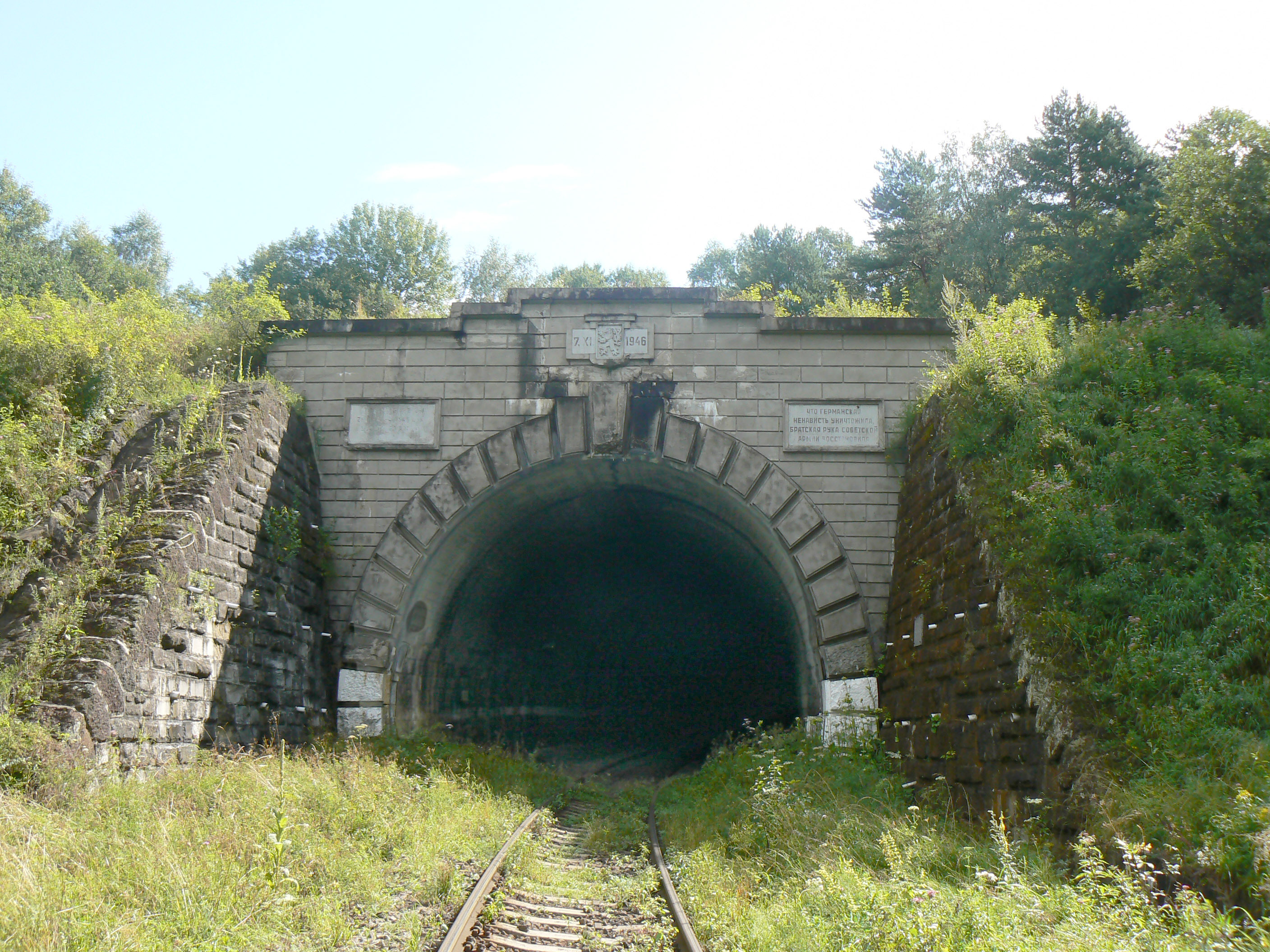
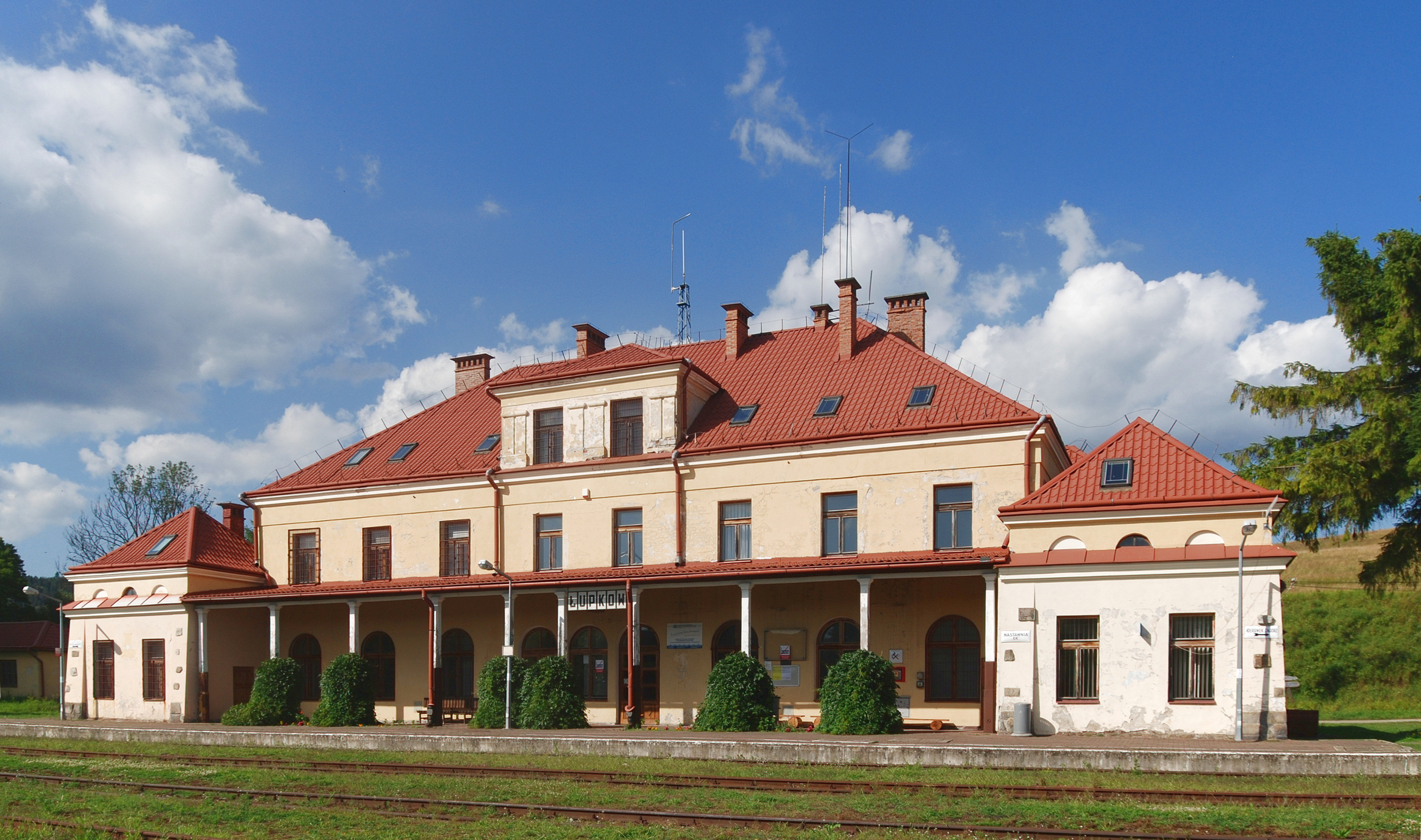
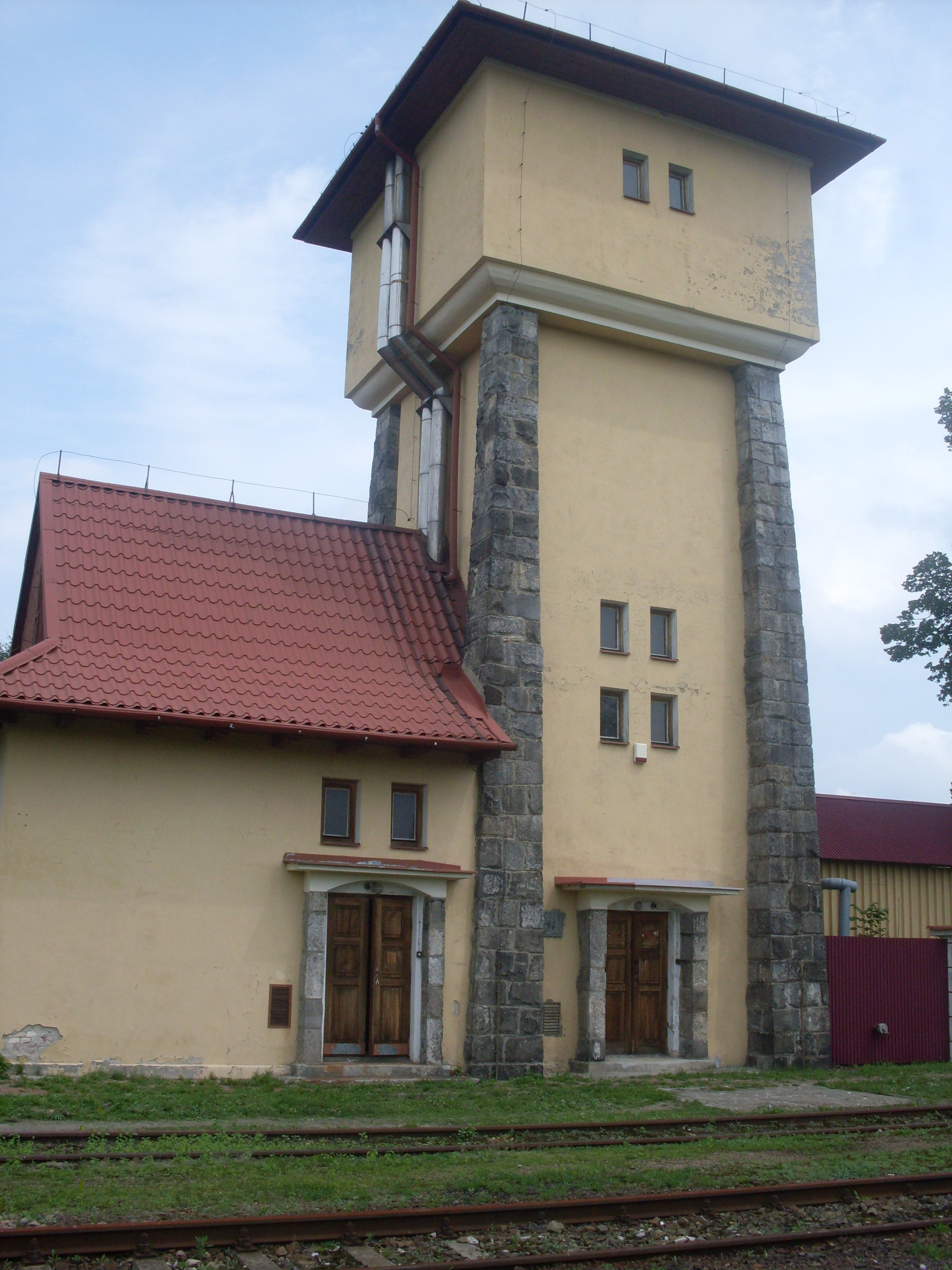
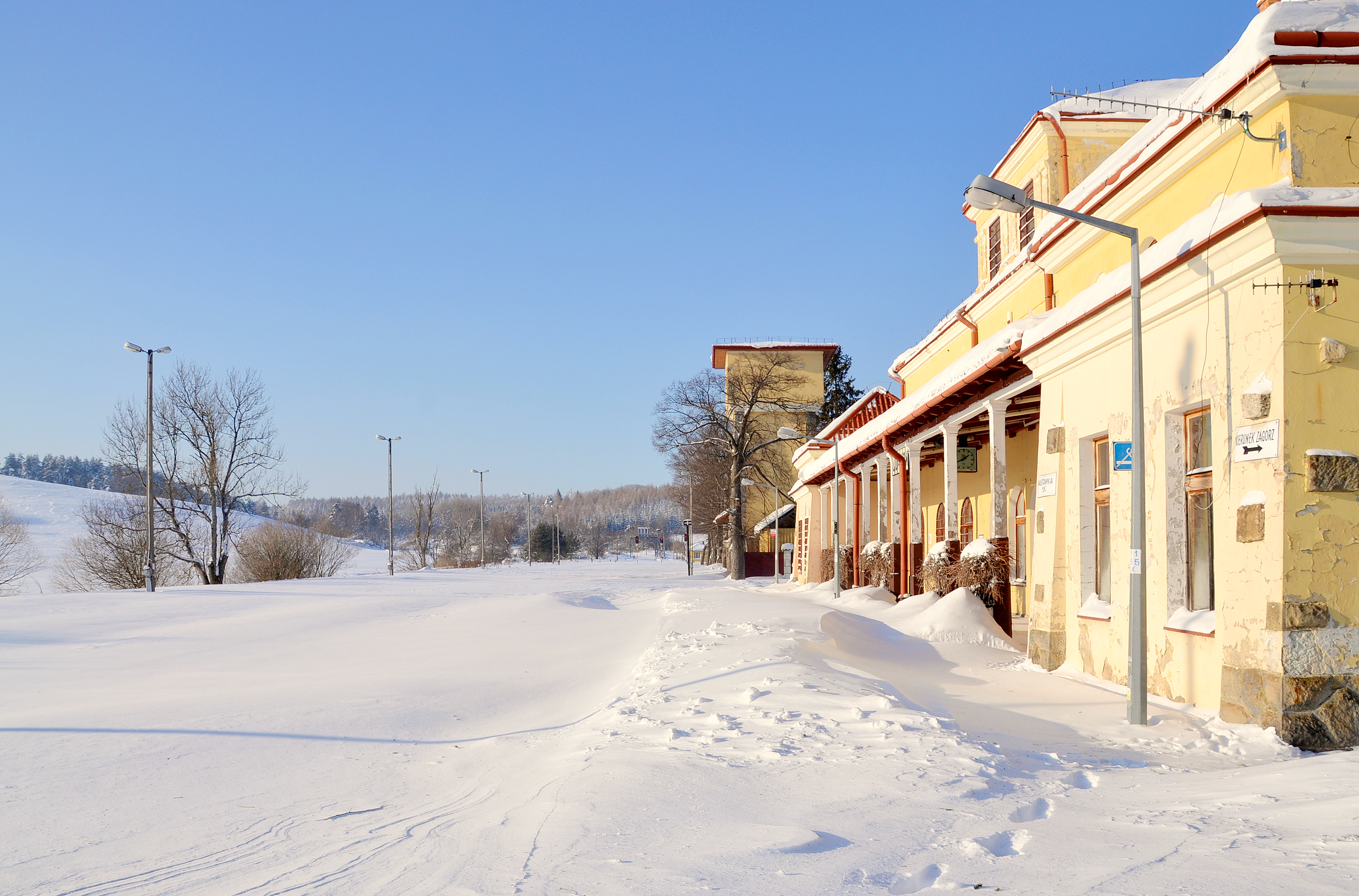
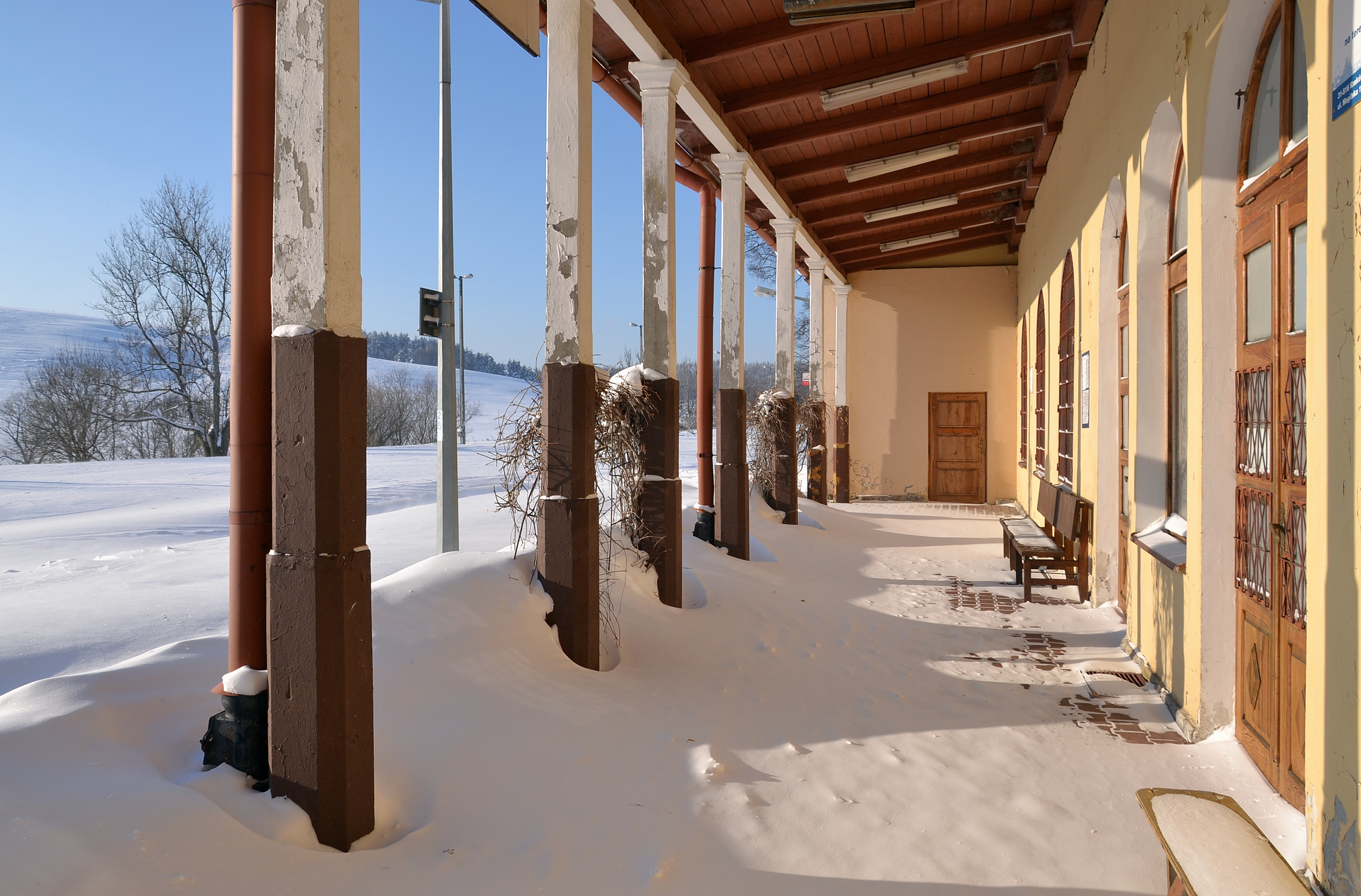
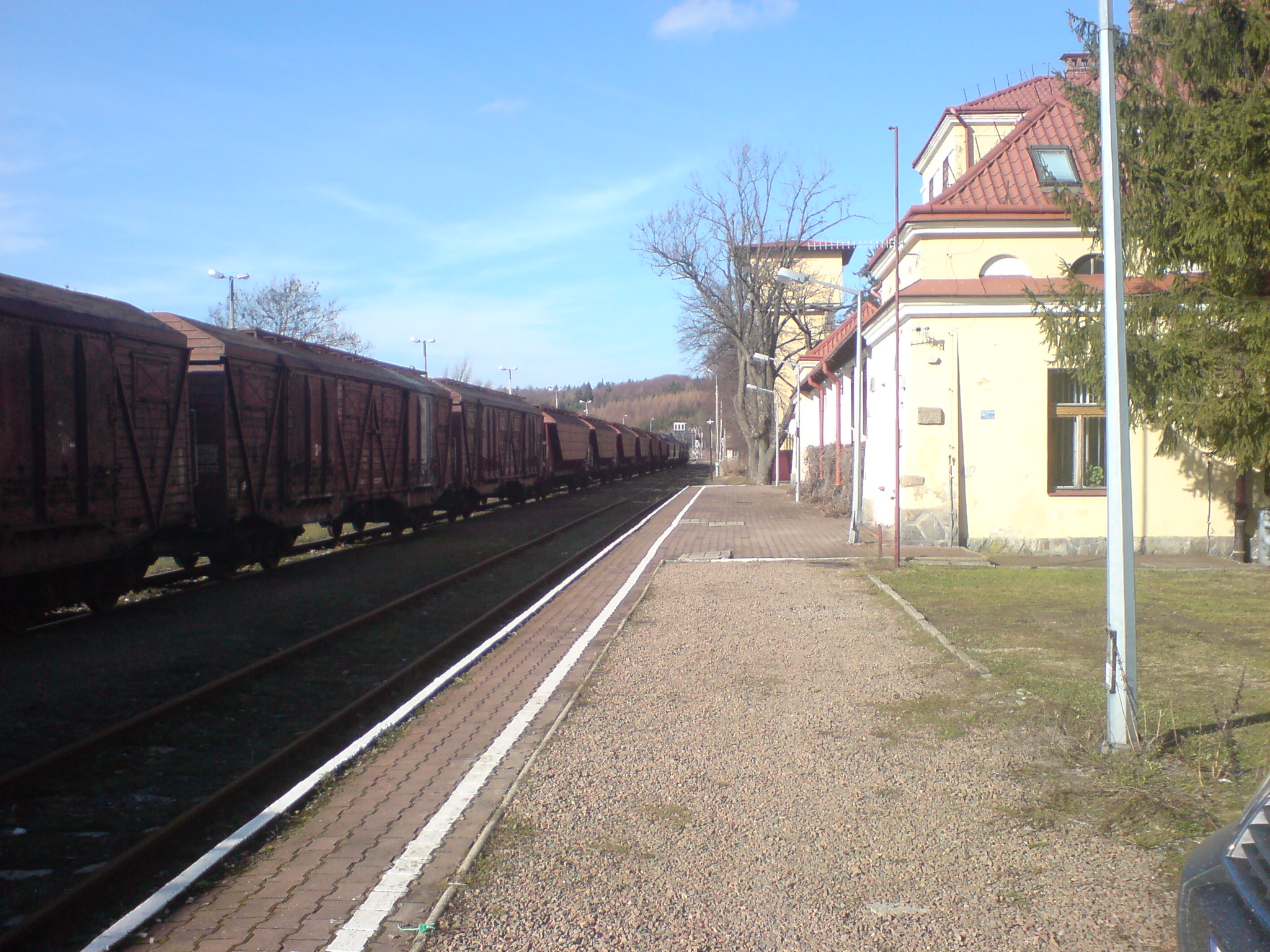
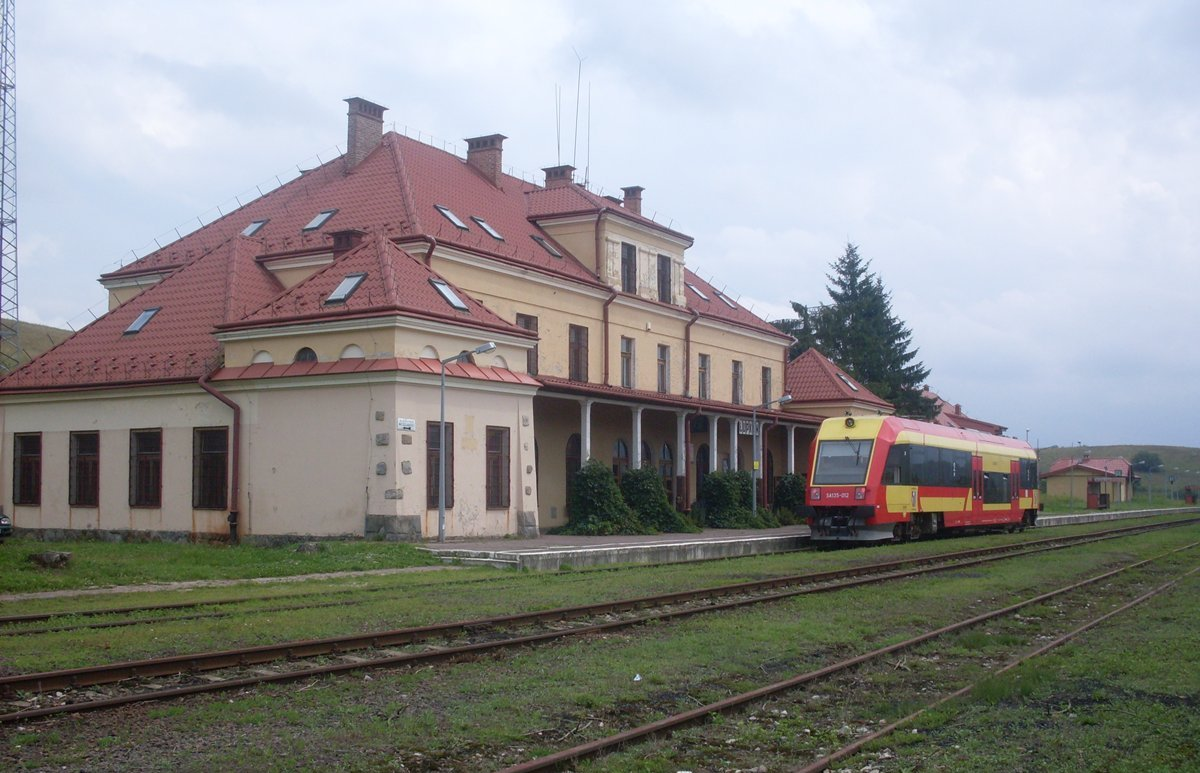
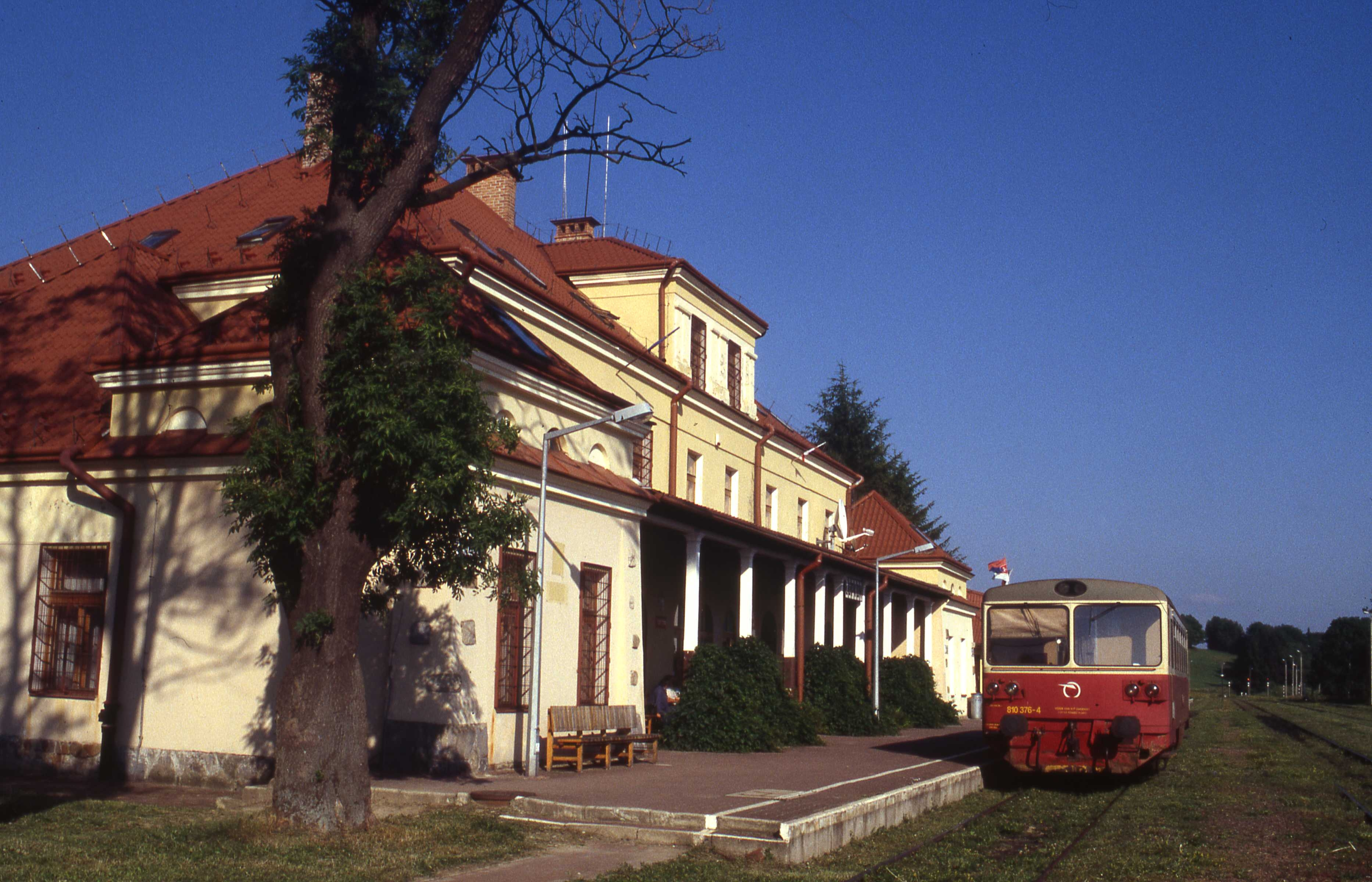
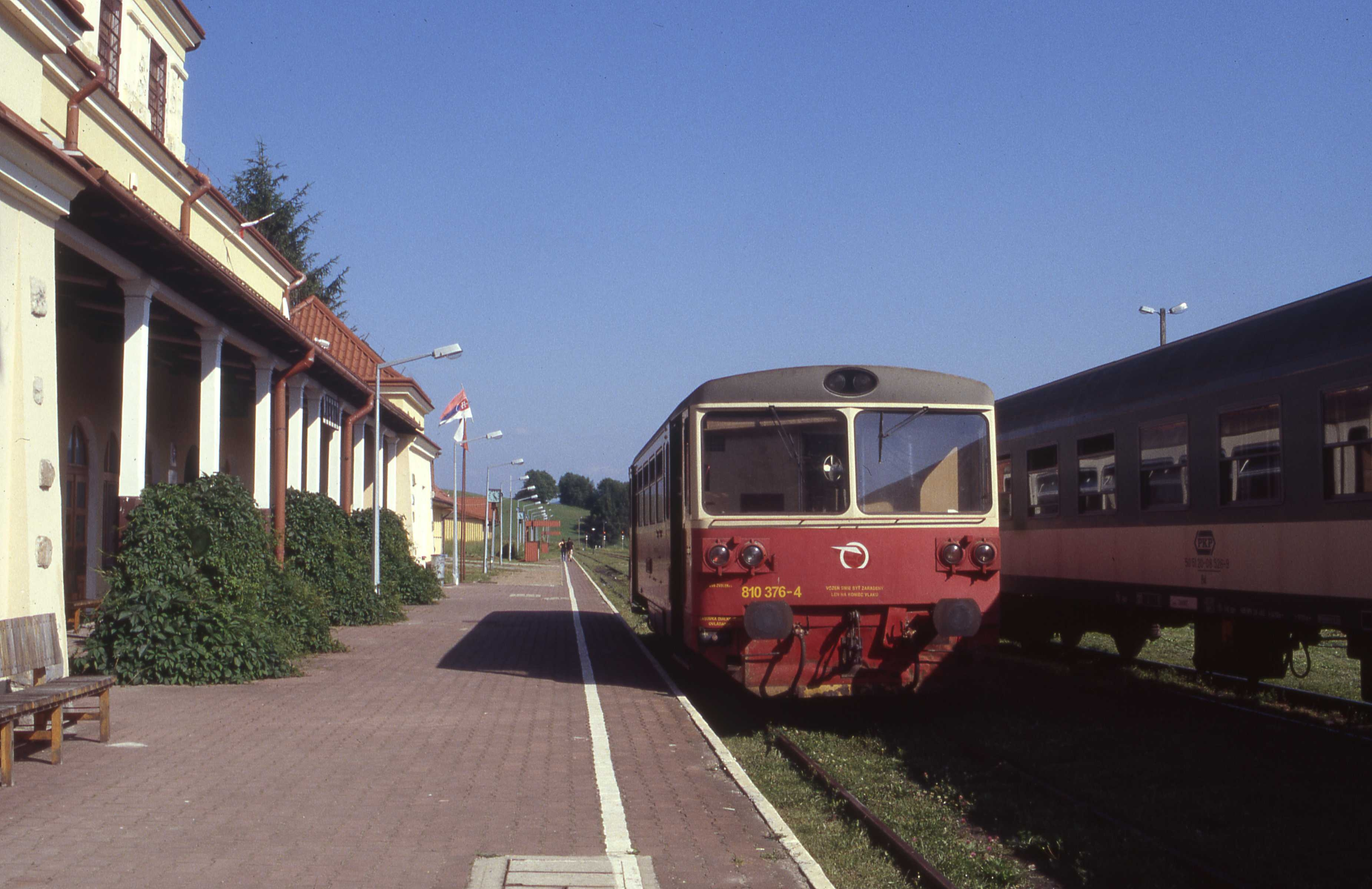
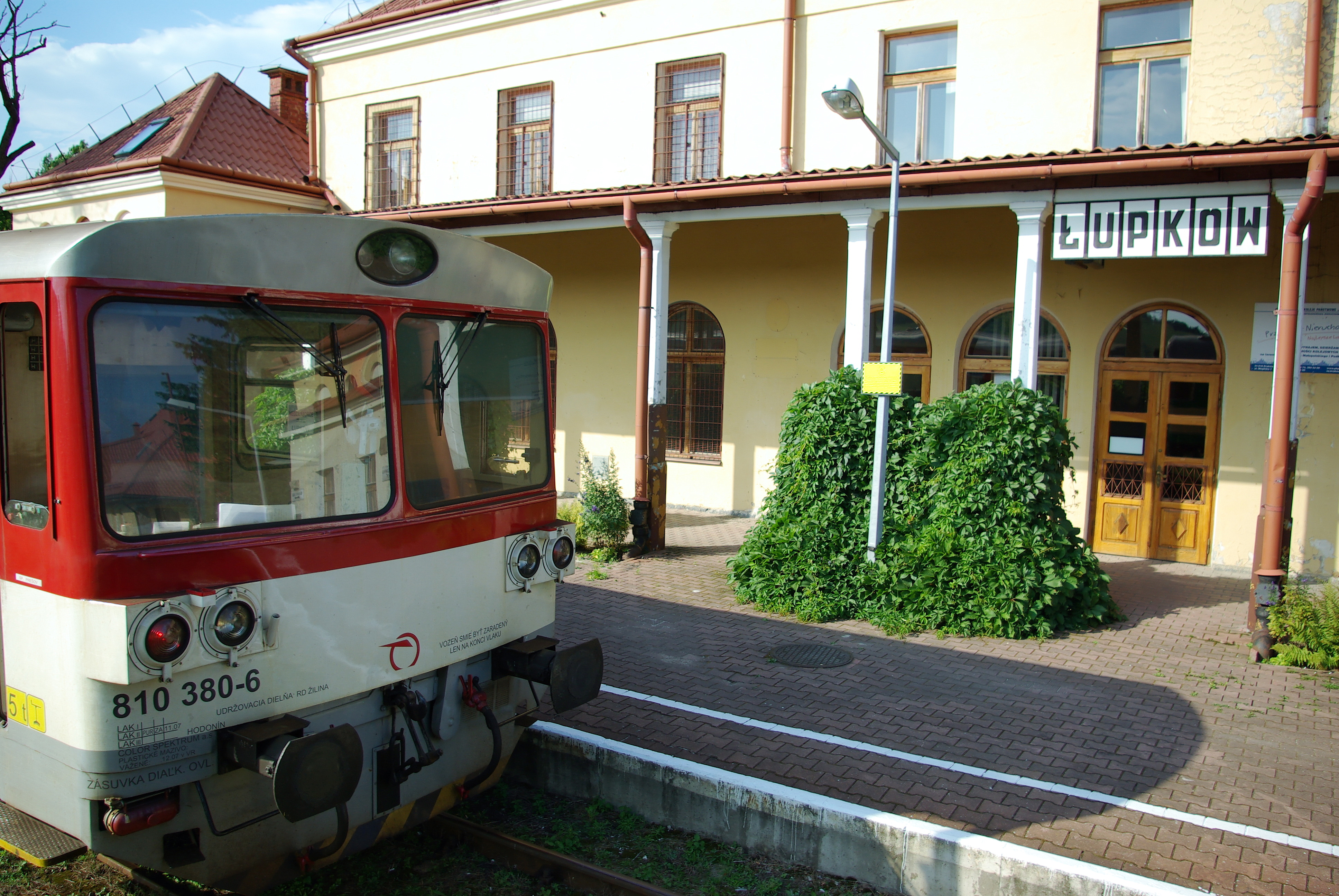
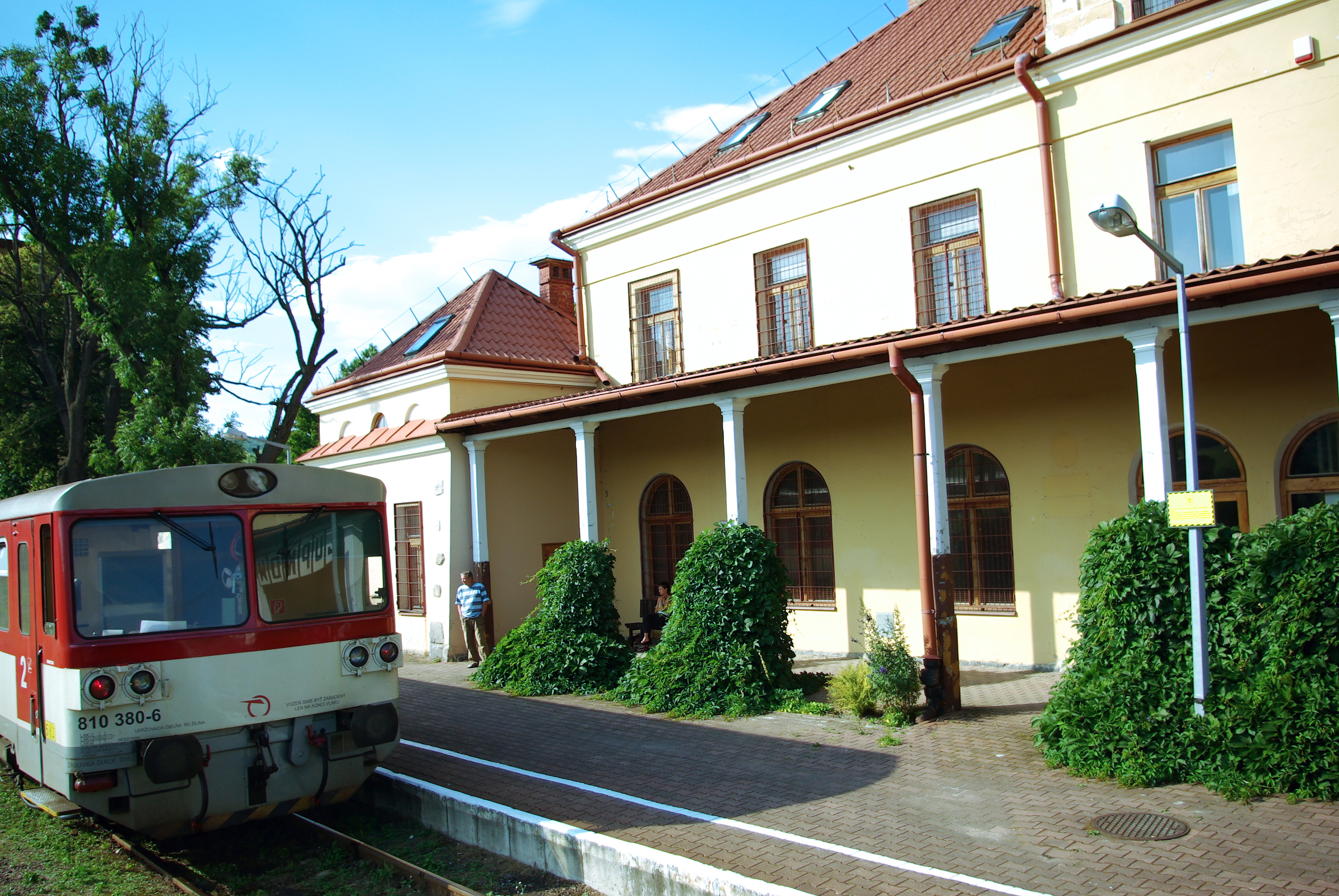
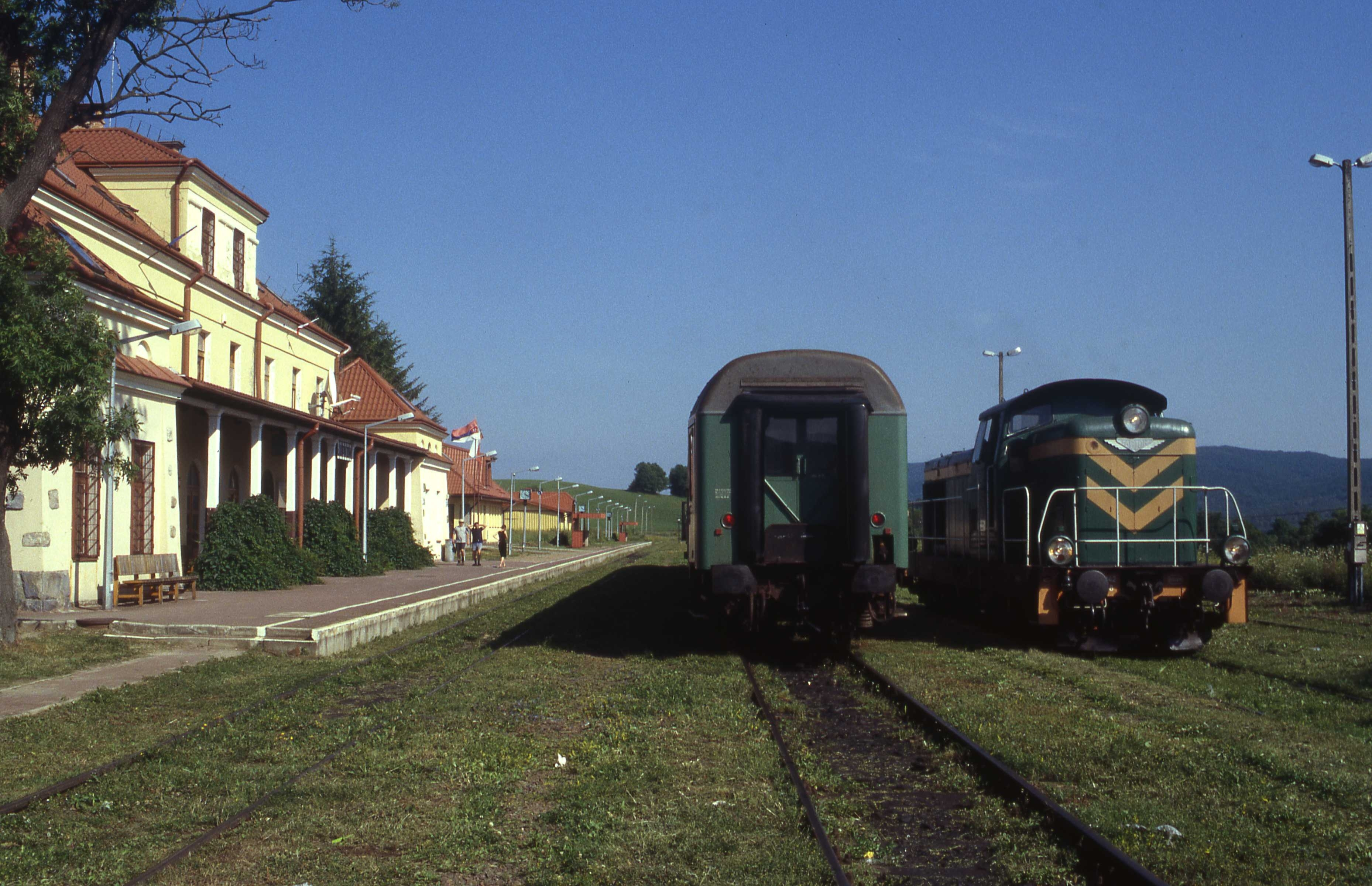